# 基尔河畔许廷根
基尔河畔许廷根是德国莱茵兰-普法尔茨州的一个市镇。总面积2.94平方公里，总人口326人，其中男性163人，女性163人（2011年12月31日），人口密度111人/平方公里。